# Peperomia salangonis
Peperomia salangonis är en pepparväxtart som beskrevs av Trel. & Yunck.. Peperomia salangonis ingår i släktet peperomior, och familjen pepparväxter. Inga underarter finns listade i Catalogue of Life.